# Sallebœuf

Sallebœuf este o comună în departamentul Gironde din sud-vestul Franței. În 2009 avea o populație de 2.168 de locuitori.

## Evoluția populației
| An        | 1975  | 1982  | 1990  | 1999  | 2006  | 2009  |
| --------- | ----- | ----- | ----- | ----- | ----- | ----- |
| Populație | 1.085 | 1.602 | 1.714 | 1.926 | 1.980 | 2.168 |